# ピーテル・ボエル
ピーテル・ボエル（Pieter Boel 、Peeter Boel とも、1622年10月10日（洗礼日）- 1674年9月3日）は、フランドルの画家、版画家、タペストリー・デザイナーである。静物画や動物画を描いた。

## 略歴
アントウェルペンで洗礼を受けた。芸術家を多くだした一族の出身で、父親のヤン・ボエル(Jan Boel)は版画家で、兄のクィリン・ボエル(Quirin Boel II: 1620-1668)は銅版画家であった。父親やアントウェルペンの動物画家ヤン・フェイト(Jan Fijt: 1611-1661)に学んだ。
1640年代から1651年までにイタリアで修行したと考えられている。ジェノヴァとローマなどに滞在し、ジェノヴァでは、多くのフランドルの芸術家が滞在した画家で画商のコルネリス・デ・ヴァール(Cornelis de Wael: 1592-1667)のもとで働いた。
アントウェルペンに戻ると、デ・ヴァールの姪で画家のヤン・ブランカールト(Jan Blanckaert)の娘と結婚した。1650年か1651年に親方の息子(wijnmeester)の資格でアントウェルペンの聖ルカ組合に登録された。
1668年ころパリに移り、パリでは宮廷画家のシャルル・ルブランに協力し、ルブランが設立に貢献した王立ゴブラン工場で制作するタペストリーのデザインをした。1674年にルイ14世によって「普通王室画家(peintre ordinaire)」の称号を得た。
1674年にパリで没した。
2人の息子、ヤン・バプティスト・ボエル2世(Jan Baptist Boel II: 1643-1689) とバルサザール＝ルーカス・ボエル(Balthazar-Lucas Boel)も画家になった。